# Europese kampioenschappen judo 1977 (mannen)
De Europese kampioenschappen judo 1977 werden op 14 mei 1977 gehouden in Ludwigshafen, West-Duitsland.

## Resultaten
| Gewichtsklasse | Goud              | Zilver                | Brons                                    |
| -------------- | ----------------- | --------------------- | ---------------------------------------- |
| – 60 kg        | Jevgeni Pogorelov | Guy Le Baupin         | Árpád Szabó Reinhard Arndt               |
| – 65 kg        | Yves Delvingt     | Ferenc Szabó          | Torsten Reißmann Wolfgang Biedron        |
| – 71 kg        | Vladimir Nevzorov | Marian Tałaj          | Neil Adams Günter Krüger                 |
| – 78 kg        | Adam Adamczyk     | Harald Heinke         | Fred Marhenke Bernard Tchoullouyan       |
| – 86 kg        | Aleksej Volosov   | Jürg Röthlisberger    | Zbigniew Bielawski Detlef Ultsch         |
| – 95 kg        | Dietmar Lorenz    | Robert Van de Walle   | Arthur Schnabel Paul Radburn             |
| + 95 kg        | Jean-Luc Rougé    | Dzjibilo Nizjaradze   | Peter Adelaar Wolfgang Zuckschwerdt      |
| Open           | Angelo Parisi     | Wolfgang Zuckschwerdt | Robert Van de Walle Sjota Tsjotsjisjvili |

## Medailleklassement
| Plaats | Land                           | Goud | Zilver | Brons | Totaal |
| 1      | Frankrijk                      | 3    | 1      | 1     | 5      |
| 1      | Sovjet-Unie                    | 3    | 1      | 1     | 5      |
| 3      | Duitse Democratische Republiek | 1    | 2      | 5     | 8      |
| 4      | Polen                          | 1    | 1      | 1     | 3      |
| 5      | België                         | 0    | 1      | 1     | 2      |
| 6      | Zwitserland                    | 0    | 1      | 0     | 1      |
| 6      | Hongarije                      | 0    | 1      | 0     | 1      |
| 8      | Bondsrepubliek Duitsland       | 0    | 0      | 2     | 2      |
| 8      | Verenigd Koninkrijk            | 0    | 0      | 2     | 2      |
| 10     | Nederland                      | 0    | 0      | 1     | 1      |
| 10     | Roemenië                       | 0    | 0      | 1     | 1      |
| 10     | Zweden                         | 0    | 0      | 1     | 1      |
|        | Totaal                         | 6    | 6      | 12    | 24     |